# Аграрне
Агра́рне (крим. Ağrarne) — селище в Україні, у складі Сімферопольського району Автономної Республіки Крим.
Засноване у 1981 році.

## Географія
Розташоване в південній частині Кримського півострова, за 5 км від райцентру (автошлях E105), і за 8 км від залізничної станції Сімферополь та за 3 км від залізничної станції Сімферополь-вантажний.
Площа: 0,6 км². 
Автобусне сполучення з центром міста.

## Життя селища

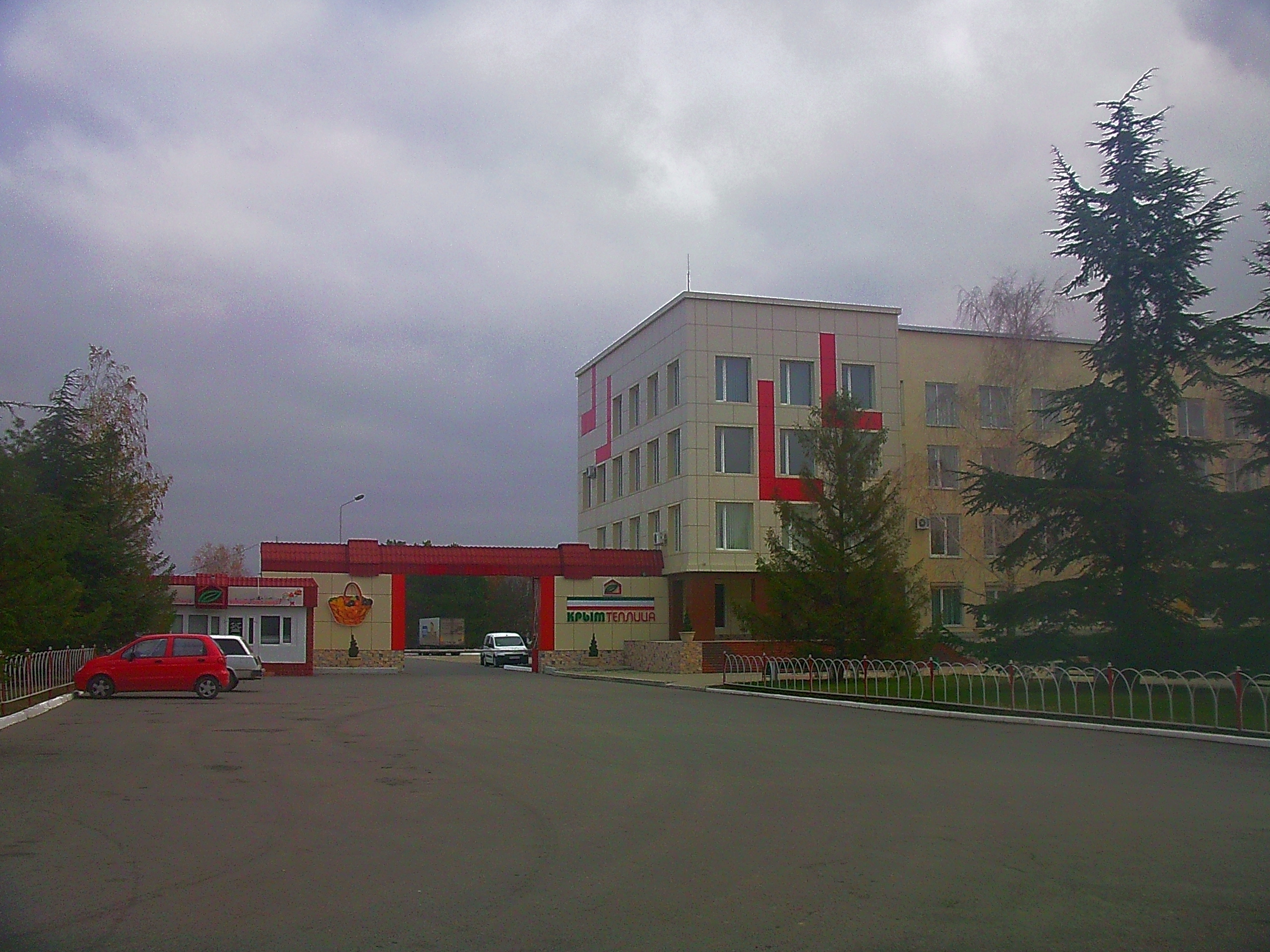
Кримтеплиця

На території селища функціонують загальноосвітня школа, Палац студентів з музичними і танцгуртками; стадіон «КТ Спорт-Арена»; відділення банку. Є парк відпочинку. Встановлена стела співвітчизникам, загиблим в роки Другої світової війни при звільненні Криму.

## Населення
За даними перепису населення 2001 року, у селищі мешкало 3508 осіб: 2,2 тис. осіб та 2 тис. студентів Кримського аграрного університету. 
Мовний склад населення села був таким:
| Мова              | Число ос. | Відсоток |
| ----------------- | --------- | -------- |
| українська        | 384       | 10,95    |
| російська         | 3037      | 86,57    |
| кримськотатарська | 35        | 1        |
| білоруська        | 9         | 0,26     |
| молдавська        | 2         | 0,06     |
| болгарська        | 1         | 0,03     |